# Salsola nodulosa
Salsola nodulosa är en amarantväxtart som först beskrevs av Horace Bénédict Alfred Moquin-Tandon, och fick sitt nu gällande namn av Modest Mikhaĭlovich Iljin. Salsola nodulosa ingår i släktet sodaörter, och familjen amarantväxter. Inga underarter finns listade i Catalogue of Life.